# جزيرة مدرة
جزيرة مدرة هي إحدى الجزر الواقعة في البحر الأحمر، وتتبع منطقة تبوك شمال غرب السعودية. تبلغ مساحة الجزيرة نحو 3,6 كم2 وتبعد عن الساحل بحوالي 1,80 ميل بحري.